# 秋美愛
秋美愛（：／ Ch'u Miae；1958年10月23日—），韓國自由派政治人物，曾任韓國法務部部長、共同民主黨黨代表。

## 學歷
- 1974年：邱南中學校畢業
- 1977年：慶北女子高等學校畢業
- 1981年：漢陽大學法學部學士
- 1983年：漢陽大學法學碩士結業
- 2001年：延世大學經濟學碩士

## 生涯
1958年，秋美愛出生於慶尚北道大邱市（今大邱廣域市），家中育有二子二女，排行老三的她為次女。父母經營一家乾洗店，由於某次店面遭到偷竊，父母不得不把秋美愛送到外婆家生活。
大學畢業後，秋美愛於韓國各地法院擔任法官十二年，1995年經光州高等法院前輩金大中邀請，加入政黨新政治國民會議，踏足政壇。隔年，她投入國會選舉成功當選為議員，大邱的出身，讓她成為黨內與保守勢力的橋樑，彌補新政治國民會議大多出身全羅道的印象，她也是第一位擔任過法官的女性國會議員。隔年的總統選舉，秋美愛擔任了候選人金大中的遊說團團長。因該團由女性帶領,故被稱為「聖女貞德遊說團」，她也由此獲得聖女貞德的綽號。
2002年總統選舉，秋美愛加入盧武鉉的選舉對策委員會，並發起「希望小豬撲滿」，進行募捐，由於高人氣又獲得「小豬媽媽」的綽號。盧武鉉當選後，秋美愛作為當選人的特使訪問日本與美國。
2004年，秋美愛遭受從政生涯最大的挫敗，在新千年民主黨分裂時，她並未加入支持時任總統盧武鉉的開放國民黨，反而在弹劾案中投下了贊成票，遭到輿論非議，雖然她事後表示後悔並採取三步一跪的公開道歉，但並未得到諒解，於同年國會選舉遭遇敗選，直到2008年國會選舉才重新回到國會。2016年，秋美愛受訪時指出她當年在彈劾總統盧武鉉時投贊成票一事，是其政治生涯中最大的失誤和錯誤。而在彈劾案對其所屬政黨新千年民主黨造成不良影響後，她曾要求黨首趙舜衡下臺未果，之後被任命為選舉對策委員長，但僅三週的時間並未扭轉民眾的負面觀感，加上黨內內鬨不斷，新千年民主黨在選舉中僅獲得九席。
2012年，由於在野黨民主統合黨在國會選舉中敗選，韓明淑為首的黨內高層集體請辭，使秋美愛得到黨內最高委員的任命，並於年底的總統選舉擔任候選人文在寅的選舉對策委員長。
2016年，秋美愛在國會選舉第五度當選國會議員，並在八月的共同民主黨第三屆黨代表（黨首）選舉中獲得親文（在寅）派的支持，成功當選。秋美愛帶領共同民主黨連續打贏2017年大韓民國總統選舉、2018年大韓民國地方選舉等兩場全國性重大選舉，使該黨不但重新執政，也獲得全國大多數地區的支持。
2020年至2021年間，秋美愛就任法務部長。在擔任法務部長期間，她支持總統文在寅力推檢察改革的政策，在上任後接續前任法務部長曹國任內未能完成的改革，大規模撤換檢方高層，與當時的檢察總長尹錫悅針鋒相對，鞏固了「女戰士」的形象。
2020年11月，秋美愛曾兩度以尹錫悅涉嫌對法官進行非法稽查、妨礙檢方調查、違反政治中立原則等理由，將尹氏停職，但其後法院曾兩度接受尹氏上訴中止停職處分。秋美愛在任期間成立了高級公職者犯罪調查處，並調整檢警調查權，亦加強了刑事及公審部，成為其主要政績。2021年1月，秋美愛辭任法務部長。2023年6月，秋美愛受訪時指出是文在寅要求她辭職，她向總統力陳需繼續推進檢察改革不果。事件曝光後，這引發民主黨支持者指責文在寅性格優柔寡斷，批評其欠缺改革決心。
2024年，秋美愛在國會選舉中參選，並在京畿道河南市甲選區當選。她成為韓國首個六次當選國會議員的女性，亦是第22屆國會中最資深的民主黨籍議員（趙正湜同為六選議員）。因此，秋美愛被認為是有力問鼎國會議長席位的人選。

## 選舉履歷
| 年度 | 選舉屆數       | 選舉區         | 所屬政黨       | 得票數 | 得票率 | 當選標記 | 備註 |
| ---- | -------------- | -------------- | -------------- | ------ | ------ | -------- | ---- |
| 1996 | 第15屆國會選舉 | 首尔广津区乙   | 新政治國民會議 | 36,570 | 43.77% |          |      |
| 2000 | 第16屆國會選舉 | 首尔广津区乙   | 新千年民主党   | 42,787 | 57.35% |          |      |
| 2004 | 第17屆國會選舉 | 首尔广津区乙   | 新千年民主党   | 26,973 | 30.08% |          |      |
| 2008 | 第18屆國會選舉 | 首尔广津区乙   | 統合民主黨     | 34,854 | 51.29% |          |      |
| 2012 | 第19屆國會選舉 | 首尔广津区乙   | 民主統合黨     | 45,980 | 55.19% |          |      |
| 2016 | 第20屆國會選舉 | 首尔广津区乙   | 共同民主党     | 43,980 | 48.53% |          |      |
| 2024 | 第22屆國會選舉 | 京畿道河南市甲 | 共同民主党     | 51,428 | 50.58% |          |      |

## 外部連結
- 秋美愛的Instagram帳戶
- 秋美愛的X（前Twitter）
- 秋美愛 Facebook （页面存档备份，存于）
- 秋美愛TV - Youtube （页面存档备份，存于）